# Mijaíl Beloúsov

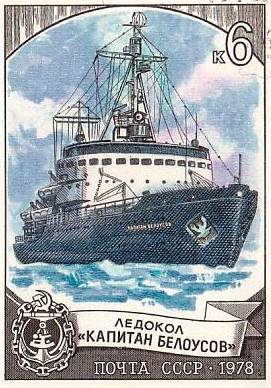
Sello soviético del rompehielos "Capitán Belousov".

Mijaíl Prokófievich Beloúsov (en ruso: Михаил Прокофьевич Белоусов; 12 de noviembre de 1904 en Rostov del Don - 19 de mayo de 1946) fue un capitán de barco, nombrado Héroe de la Unión Soviética. Entre 1940-1946 estuvo al mando de la flota del Ártico de la URSS.

## Biografía
Se graduó en la rama naval politécnica en Rostov del Don.
Desde 1924 trabajó como marinero, y luego como timonel de buques en la cuenca de Extremo oriente. 
En 1928 se unió al Partido Comunista de la Unión Soviética.
En 1929 participó en el conflicto Chino-Soviético de 1929 por el Transmanchuriano.
En 1932 es nombrado Capitán del barco “Voljovstroi” («Волховстрой»). 
En 1935 por recomendación del Comité Central del Komsomol es transferido al norte y fue nombrado capitán rompehielos Krassin.
Entre 1937 y 1940 dirigió la navegación de los buques en el sector oriental de la Ruta del Mar del Norte. 
Entre 1939 y 1940 fue capitán el rompehielos Iósif Stalin ("Sibir" - «Сибирь»), haciendo en una sola temporada dos navegaciones transversales en la Ruta del Mar del Norte, desde el puerto de Murmansk hasta el golfo de Anádyr en la región de Chukotka.
En 1940, al mando del rompehielos Iósif Stalin rescató en plena noche ártica al Rompehielos Gueorgui Sedov («Георгий Седов») que había estado atrapado en el hielo artíco durante 27 meses en una expedición científica dirigida por I.D. Papanin (И. Д. Папанин).
Por su trabajo ejemplar en las tareas de mando, así como su coraje y heroísmo, en la Orden Nº 391 del Presídium del Sóviet Supremo de 3 de febrero de 1940, nombra al capitán del rompehielos “Josef Stalin”, Mijail Belousov, Héroe de la Unión Soviética, le otorga la Orden de Lenin, así como la Medalla de la Estrella de Oro. Así mismo el rompehielos Iósif Stalin recibió la Orden de Lenin.
Con posterioridad, fue nombrado Jefe de la Administración Marina del Estado en la ruta del Mar del Norte. Durante la Segunda Guerra Mundial, dirigió la navegación en el Ártico con su flota de rompehielos, teniendo como destacada misión el aprovisionamiento de las tropas por mar.
Fue enterrado en el cementerio Novodevichi en Moscú.

## Condecoraciones
- Orden de Lenin.
- Orden de la Bandera Roja.
- Orden de la Estrella Roja.
- Orden de la Guerra Patria de 1 grado.

## Homenajes
En honor al capitán Belousov se le puso el nombre a un cabo de la isla Ziegler en el Mar de Barents, otro en la Antártida, y se bautizó con su nombre a dos navíos de la Flota soviética en 1946 y 1953.